# Harlowton
La ville de Harlowton est le siège du comté de Wheatland, dans l’État du Montana, aux États-Unis. Lors du recensement de 2000, sa population a été estimée à 1 062 habitants.

## Histoire
Harlowton a été fondée en 1900. À l’époque, c’est un lieu où les locomotives de la ligne de chemin de fer Montana Railroad font halte. La ville a été nommée en hommage à Richard A. Harlow, président de la compagnie.

## Démographie
| Groupe            | Harlowton | Montana | États-Unis |
| ----------------- | --------- | ------- | ---------- |
| Blancs            | 95,4      | 89,4    | 72,4       |
| Métis             | 3,2       | 2,5     | 2,9        |
| Amérindiens       | 0,7       | 6,3     | 0,9        |
| Autres            | 0,5       | 1,1     | 19,0       |
| Asiatiques        | 0,2       | 0,6     | 4,8        |
| Total             | 100       | 100     | 100        |
|                   |           |         |            |
| Latino-Américains | 1,9       | 2,9     | 16,7       |

Selon l'American Community Survey pour la période 2010-2014, 96,61 % de la population âgée de plus de cinq ans déclare parler l'anglais à la maison, 3,05 % déclare parler l'espagnol et 0,34 % une autre langue.